# Greer
Greer és una població dels Estats Units a l'estat de Carolina del Sud. Segons el cens del 2000 tenia 16.843 habitants.

## Demografia
Segons el cens del 2000, Greer tenia 16.843 habitants, 6.714 habitatges i 4.511 famílies. La densitat de població era de 403,2 habitants/km².
Dels 6.714 habitatges en un 31,8% hi vivien nens de menys de 18 anys, en un 47,1% hi vivien parelles casades, en un 15,7% dones solteres, i en un 32,8% no eren unitats familiars. En el 27,9% dels habitatges hi vivien persones soles el 12,1% de les quals corresponia a persones de 65 anys o més que vivien soles. El nombre mitjà de persones vivint en cada habitatge era de 2,47 i el nombre mitjà de persones que vivien en cada família era de 2,99.
Per edats la població es repartia de la següent manera: un 24,8% tenia menys de 18 anys, un 9,2% entre 18 i 24, un 33,4% entre 25 i 44, un 18,9% de 45 a 60 i un 13,6% 65 anys o més.
L'edat mediana era de 34 anys. Per cada 100 dones de 18 o més anys hi havia 87,6 homes.
La renda mediana per habitatge era de 33.140 $ i la renda mediana per família de 41.864 $. Els homes tenien una renda mediana de 33.147 $ mentre que les dones 23.566 $. La renda per capita de la població era de 17.546 $. Entorn del 12,2% de les famílies i el 15,8% de la població estaven per davall del llindar de pobresa.

## Poblacions més properes
El següent diagrama mostra les poblacions més properes.